# Areobindo (cônsul em 434)

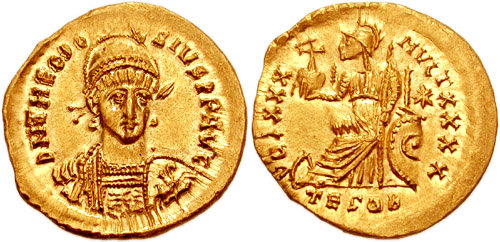
Soldo de ouro de r.

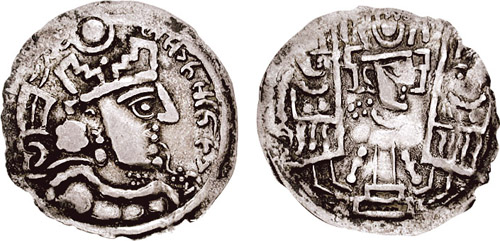
Dracma de r.

Flávio Areobindo (m. 449) foi um general do Império Bizantino de origem gótica, que tornou-se comandante-em-chefe do Oriente. Areobindo foi o destinatário de duas cartas de Teodoreto de Cirro, que mostram que ele tinha terras na cidade, entre outras atestadas em Eufratense.

## Biografia
Areobindo foi um godo que se tornou parte da classe política do Império Bizantino; seu filho Dagalaifo foi cônsul em 461 e seu neto Areobindo Dagalaifo Areobindo manteve o consulado em 506. Tomou parte na guerra de 422 contra o Império Sassânida do xá Vararanes V (r. 420–438), com o posto de conde dos federados, o comandante dos contingentes bárbaros que lutavam como aliados do exército romano. Nesta ocasião derrotou num duelo um dos sassânidas, Ardazanes, e após sua vitória a paz foi concluída.
Em 434, foi escolhido para cônsul do Oriente em recompensa, segundo João Malalas, à derrota dos persas. No mesmo ano foi nomeado mestre dos soldados do Oriente (magister militum per Orientem; talvez "na presença", praesentalis), uma posição que manteve até sua morte. Em 441 foi escolhido por Teodósio II (r. 408–450) como um dos comandantes na expedição contra os vândalos na África; a expedição não foi bem sucedida porque seus líderes perderam tempo na Sicília. Em 443, foi enviado junto com outros generais contra Átila (r. 434–453), mas foi derrotado pelo rei dos hunos. Em 447, recebeu o título de patrício, mas pelo ano de sua morte tinha caído em desgraça com Teodósio II.